# Taabo (Departement)
Taabo ist ein Departement der Elfenbeinküste, in der Region Agnéby-Tiassa im Distrikt Lagunes im Süden des Landes gelegen.
Hauptstadt des Departements ist Taabo, die Einwohnerzahl beträgt 56.422 Menschen (Zensus 2014).
Das Departement Taabo unterteilt sich in die Gemeinde Taabo (gleichzeitig Unterpräfektur) sowie die Unterpräfektur Pacobo.